# Булькіємде
Булькіємде (фр. Boulkiemdé) — одна з 45 провінцій Буркіна-Фасо. Знаходиться в Східно-Центральному регіоні, столиця провінції — Кудугу. Площа Булькіємде — 4269 км².
Населення станом на 2006 рік — 498 008 осіб.

## Адміністративний поділ
Булькіємде підрозділяється на 13 департаментів.